# L'isola degli idealisti
L'isola degli idealisti è un film del 2024 diretto da Elisabetta Sgarbi e tratto dall'omonimo romanzo di Giorgio Scerbanenco.

## Trama
Gennaio 1970. Antonio Reffi, ex direttore d'orchestra, si è ritirato a vivere in una splendida villa su un'isola al centro di un lago. Con lui abitano i figli Celestino e Carla, rispettivamente ex-medico e scrittrice di successo, e il cugino Vittorio, segretario di Carla e aspirante scrittore, e sua moglie Jole, che fa da governante; a dar loro una mano c'è infine il solitario custode Giovanni. Una notte alla villa si presentano due giovani scapestrati, Guido e Beatrice, i quali, in fuga dalla polizia dopo una rapina, chiedono ospitalità per una sola notte. Celestino fa ai due ladri una proposta: loro potranno rimanere nascosti nella villa, a patto che accettino di essere educati all'onestà. Beatrice e Guido accettano.
Il giorno dopo, sull'isola arriva il commissario Càrrua, in cerca dei giovani: Celestino mente dicendo che i ladri non si sono visti, ma il poliziotto rinviene alcuni indizi che proverebbero il contrario, e fa mettere i Reffi sotto sorveglianza. La presenza dei due ladri, intanto, fa emergere profonde tensioni tra i Reffi: Antonio, che vive nel ricordo dei passati successi, è invaghito di Jole, che si mostra servizievole mentre in realtà odia tutti; Vittorio vorrebbe il consenso di Carla, che tuttavia boccia i suoi tentativi letterari; Giovanni è segretamente fidanzato con una misteriosa donna, protetta dai Reffi, che vive in una villa sulla terraferma; Celestino è invece taciturno e malinconico, ed è tormentato dal ricordo della sua amata Lara, morta prematuramente. Beatrice e Guido, intanto, iniziano a pianificare il furto dei preziosi gioielli di Carla, per poter scappare non appena le acque si saranno calmate.
Col passare dei giorni, Celestino prova a far coltivare a Guido il suo talento da disegnatore, e pian piano si avvicina a Beatrice. La ragazza gli rivela che Guido si è dato al crimine a causa dei debiti di gioco che ha contratto con Monsiù, un pericoloso malvivente, e gli racconta la triste storia che l'ha portata a mettere tutta la propria vita nelle mani del compagno, accettandone anche la carriera criminale. Celestino nota nella ragazza dei sintomi importanti, e la porta in segreto a fare degli esami grazie ai quali le viene diagnosticata una seria malattia polmonare. Sulla via del ritorno, l'uomo si apre con lei e le racconta di essere stato incriminato e radiato dall'albo dei medici per aver praticato illegalmente l'eutanasia su Lara, affetta da un grave male. Beatrice dichiara di comprendere la sua intima malinconia, e i due si baciano. Intanto, approfittando dell'assenza di Beatrice, Guido seduce Carla ottenendo l'accesso ai suoi appartamenti e alla sua cassaforte.
Il giorno dopo, Celestino prova a convincere Guido a costituirsi, in modo da poter curare adeguatamente Beatrice: il ladro, tuttavia, reagisce con violenza dichiarandosi l'unico a poter disporre della vita della donna. Gli equilibri della famiglia, intanto, vanno in frantumi: si verifica un aspro litigio tra Antonio, Carla, Vittorio e Jole, durante il quale ciascuno rinfaccia agli altri il proprio odio. La sera stessa Guido si introduce nella camera di Carla e ruba lo scrigno dei suoi gioielli, per poi fuggire in barca con Beatrice. Lontani dall'isola, tuttavia, i ragazzi scoprono che nello scrigno non ci sono i gioielli, ma soltanto una forte somma di denaro a compenso del corso di educazione non andato a buon fine, appena sufficiente a ripagare i debiti di Guido. Celestino si reca infatti da Càrrua, e dal loro dialogo si evince che il commissario sapesse sin dall'inizio della presenza dei ladri nella loro villa; allo stesso modo, Celestino e Carla sapevano che non sarebbero riusciti a tenerli lontani dal crimine, così avevano organizzato l'intero piano per dar loro una lezione. Celestino chiede a Càrrua di proteggere Beatrice e Guido, e in cambio gli rivela le informazioni ottenute da Beatrice, grazie alle quali il commissario potrà arrestare Monsiù. La sera stessa, Jole e Vittorio fuggono dall'isola coi soldi rubati ad Antonio.
Alcuni giorni dopo, Guido utilizza i soldi del debito per giocare ancora, ma in seguito a una forte vincita viene ucciso dagli uomini di Monsiù; il Commissario Càrrua arriva poco dopo per arrestare il malavitoso. Beatrice, invece, corre a chiamare Celestino, e gli chiede protezione.
Passano alcuni mesi. Beatrice e Celestino sono ormai una coppia; l'uomo la porta in un lussuoso albergo, dove la ex-ladra si impossessa di un prezioso orologio appartenente alla compagna di Monsiù. Celestino si rende conto che la donna non potrà mai smettere di rubare.

## Distribuzione
Il film è stato presentato in anteprima mondiale alla Festa del Cinema di Roma 2024 nella sezione "Concorso Progressive Cinema - Visioni per il mondo di domani" il 23 ottobre 2024 e distribuito nelle sale italiane da Fandango Distribuzione l'8 maggio 2025.